# 小滝野町
小滝野町（おたぎのちょう）は、愛知県豊田市の地名。

## 地理
豊田市の北東部にあり、矢作川支流である段戸川左岸に沿っている。旭地区（旧東加茂郡旭町の町域にほぼ相当する）に属する。北で閑羅瀬町、東で牛地町、南で旭八幡町、南西で余平町、西の一点で万町町と隣接する。1971年（昭和46年）には矢作ダムの造成工事に伴い、矢作川河岸の段丘上にあった人家の多くが奥矢作湖の湖底に水没した。
2011年（平成23年）12月1日現在では、町域の北東部に2世帯があるのみである。
産業は農林業が中心である。また、愛知県旭高原自然の家がある。

## 歴史

### 沿革
- 江戸期には小滝野村として三河国加茂郡に所属していた[6]。
- 1635年（寛永12年）当時 - 幕府の直轄地であった[4]。
  - なお文献によっては、1635年（寛永12年）当時は栗原藩領であり、1638年（寛永15年）に同藩が廃絶して以降、幕府の直轄地になったとする記述もある[6]。
- 1698年（元禄11年） - 旗本松平忠成の知行地となる[4]。
- 1701年（元禄14年） - 松平忠成の知行地が美濃国に移され、以後、西広瀬に陣屋を置いていた旗本青木家の知行地となる[4]。
  - なお文献によっては、青木家と幕府の相給地になったとする記述もある[6]。
- 1878年（明治11年） - 郡区町村編制法施行により、加茂郡が東加茂郡と西加茂郡に分割される。それに伴い、所属が加茂郡から東加茂郡に変更される[6]。
- 1889年（明治22年）10月1日 - 市制町村制施行により、小滝野村、牛地村、田津原村、閑羅瀬村が合併して東加茂郡生駒村が誕生し[7]、小滝野村は生駒村大字小滝野に変更される[6]。
- 1906年（明治39年）5月1日 - 生駒村、介木村、野見村、築羽村が合併して旭村が誕生し[8]、生駒村大字小滝野は旭村大字小滝野に変更される[6]。
- 1967年（昭和42年）4月1日 - 旭村が町制を施行し旭町になる。これに伴い、住所表示が旭町大字小滝野に変更される[6]。
- 2005年（平成17年）4月1日 - 旭町の豊田市への編入に伴い、住所表示が豊田市小滝野町に変更される。

## 学区
市立小・中学校に通う場合、学区は以下の通りとなる。
| 番・番地等 | 小学校             | 中学校           |
| ---------- | ------------------ | ---------------- |
| 全域       | 豊田市立小渡小学校 | 豊田市立旭中学校 |

## 寺社
津島神社
旧小滝野村村社。

## その他

### 日本郵便
- 郵便番号 : 444-2809[2]（集配局：旭郵便局[10]）。